# تود هايوود
تود هايوود (بالإنجليزية: Todd Haywood)‏ هو متزحلق جبال الألب نيوزيلندي، ولد في 1977.

## وصلات خارجية
- تود هايوود على موقع أوليمبيديا (الإنجليزية)
- تود هايوود على موقع اللجنة الأولمبية النيوزيلندية (الإنجليزية)